# Синтемерія-де-П'ятре
Синтемерія-де-П'ятре (рум. Sântămăria de Piatră) — село у повіті Хунедоара в Румунії. Адміністративно підпорядковане місту Келан.
Село розташоване на відстані 283 км на північний захід від Бухареста, 14 км на південний схід від Деви, 120 км на південь від Клуж-Напоки, 138 км на схід від Тімішоари.

## Населення
За даними перепису населення 2002 року у селі проживали 162 особи, усі — румуни. Рідною мовою 161 особа (99,4%) назвала румунську.